# More ABBA Gold – More ABBA Hits
More ABBA Gold – More ABBA Hits ist ein Kompilationsalbum der schwedischen Musikgruppe ABBA, das im Mai 1993 erschien.

## Entstehung und Veröffentlichung
More ABBA Gold – More ABBA Hits ist die Fortsetzung des Kompilationsalbums ABBA Gold – Greatest Hits, das im September 1992 erschien. Die Erstveröffentlichung erfolgte am 24. Mai 1993 bei Polar Music. Das Album erschien in seiner Originalausführung als CD (Katalognummer: 519 353-2) und LP mit 20 Titeln (Katalognummer: 519 353-1). Gleichzeitig mit dem Audioalbum kam auch ein Videoalbum mit Musikvideos heraus.
Auf diesem Best-of-Album befinden sich weniger bekannte Stücke, B-Seiten und mit I Am the City ein bis dahin unveröffentlichtes ABBA-Lied wieder. Das Album erschien im Juni 1999 in überarbeiteter Klangqualität und mit etwas längeren Versionen mancher Lieder. Eine weitere, nur optisch überarbeitete Ausgabe erschien im Juni 2008.

## Titelliste
1. Summer Night City (Benny Andersson, Björn Ulvaeus) 3:30
2. Angeleyes (Benny Andersson, Björn Ulvaeus) 4:19
3. The Day Before You Came (Benny Andersson, Björn Ulvaeus) 5:48
4. Eagle (Benny Andersson, Björn Ulvaeus) 4:27
5. I Do, I Do, I Do, I Do, I Do (Benny Andersson, Björn Ulvaeus, Stig Anderson) 3:16
6. So Long (Benny Andersson, Björn Ulvaeus) 3:05
7. Honey, Honey (Benny Andersson, Björn Ulvaeus, Stig Anderson) 2:55
8. The Visitors (Crackin’ Up) (Benny Andersson, Björn Ulvaeus) 4:28
9. Our Last Summer (Benny Andersson, Björn Ulvaeus) 4:19
10. On and On and On (Benny Andersson, Björn Ulvaeus) 3:38
11. Ring Ring (Benny Andersson, Björn Ulvaeus, Neil Sedaka, Phil Cody, Stig Anderson) 3:03
12. I Wonder (Departure) (Benny Andersson, Björn Ulvaeus, Stig Anderson) 4:33
13. Lovelight (Benny Andersson, Björn Ulvaeus) 3:20
14. Head over Heels (Benny Andersson, Björn Ulvaeus) 3:47
15. When I Kissed the Teacher (Benny Andersson, Björn Ulvaeus) 3:02
16. I Am the City (Benny Andersson, Björn Ulvaeus) 4:02
17. Cassandra (Benny Andersson, Björn Ulvaeus) 4:41
18. Under Attack (Benny Andersson, Björn Ulvaeus) 3:46
19. When All Is Said and Done (Benny Andersson, Björn Ulvaeus) 3:19
20. The Way Old Friends Do (Benny Andersson, Björn Ulvaeus) 2:57

## Kommerzieller Erfolg

### Chartplatzierungen
Das Album hielt sich 20 Wochen in den deutschen Albencharts und erreichte als Spitzenplatz Rang neun. In Schweden erreichte es als höchste Chartplatzierung Rang drei, in Österreich Rang sieben, in den Niederlanden Rang zehn, in der Schweiz Rang 13, in Belgien-Wallonien Rang 60 und Belgien-Flandern Rang 78.
| ChartsChartplatzierungen     | Höchstplatzierung | Wochen |
| ---------------------------- | ----------------- | ------ |
| Deutschland (GfK)            | 9 (20 Wo.)        | 20     |
| Österreich (Ö3)              | 7 (16 Wo.)        | 16     |
| Schweden (GLF)               | 3 (34 Wo.)        | 34     |
| Schweiz (IFPI)               | 13 (20 Wo.)       | 20     |
| Vereinigtes Königreich (OCC) | 13 (44 Wo.)       | 44     |

| ChartsJahrescharts (1993) | Platzierung |
| ------------------------- | ----------- |
| Deutschland (GfK)         | 69          |

### Auszeichnungen für Musikverkäufe
| Land/Region                  | Auszeichnungen für Musikverkäufe (Land/Region, Auszeichnung, Verkäufe) | Verkäufe  |
| ---------------------------- | ---------------------------------------------------------------------- | --------- |
| Dänemark (IFPI)              | Platin                                                                 | 20.000    |
| Deutschland (BVMI)           | Gold                                                                   | 250.000   |
| Europa (IFPI)                | Gold                                                                   | (500.000) |
| Finnland (IFPI)              | —                                                                      | 26.720    |
| Frankreich (SNEP)            | Gold                                                                   | 100.000   |
| Kanada (MC)                  | Gold                                                                   | 50.000    |
| Österreich (IFPI)            | Gold                                                                   | 25.000    |
| Schweden (IFPI)              | Platin                                                                 | 100.000   |
| Schweiz (IFPI)               | Platin                                                                 | 50.000    |
| Vereinigtes Königreich (BPI) | Platin                                                                 | 300.000   |
| Insgesamt                    | 5× Gold · 4× Platin ·                                                  | 921.720   |

Hauptartikel: ABBA/Auszeichnungen für Musikverkäufe